# AS Nancy
AS Nancy (oficjalna nazwa Association Sportive Nancy-Lorraine, oficjalny skrót ASNL) – francuski klub piłkarski z siedzibą w Nancy, założony w 1910 (od lipca 1967 pod obecną nazwą). W latach 70. (od 1973 do 1979) jego barwy reprezentował Michel Platini.

## Historia
W 1910 utworzono w Nancy pierwszy klub piłkarski – w dzisiejszym tego słowa znaczeniu – o nazwie Union Sportive „Frontière” (Zjednoczenie Sportowe „Granica”). 8 sierpnia 1926 przeniósł się on ze stadionu Drouot na nowoczesny – i użytkowany do dzisiaj – Parc des sports du Pont d’Essey (od 1964 pod obecną nazwą, tj. Stade Marcel-Picot), a w 1928 przemianowano go na Association Sportive Lorraine. Od lipca 1967 występuje on pod obecną nazwą, posiadając jednocześnie status klubu zawodowego. 13 maja 1978 drużyna odniosła swój największy sukces, pokonując na Parc des Princes OGC Nice 1:0 w finale Pucharu Francji. Ten sam zespół piłkarze z Nancy ograli 2:1 22 kwietnia 2006 w decydującym meczu Pucharu Ligi Francuskiej na Stade de France.
AS Nancy nie ma nic wspólnego z – istniejącym w latach 1901–1965 – FC Nancy, który w sezonach 1947-1957, 1959, 1961-1963 występował w Division 1. Jednak po zlikwidowaniu tego klubu, wielu jego byłych członków współtworzyło od lipca 1967 Association Sportive Nancy-Lorraine, zaś jeden z pierwszych prezesów FC Nancy – Marcel Picot, jest obecnie patronem klubowego stadionu ASNL.

## Sukcesy
- Zdobywca Pucharu Francji: 1978

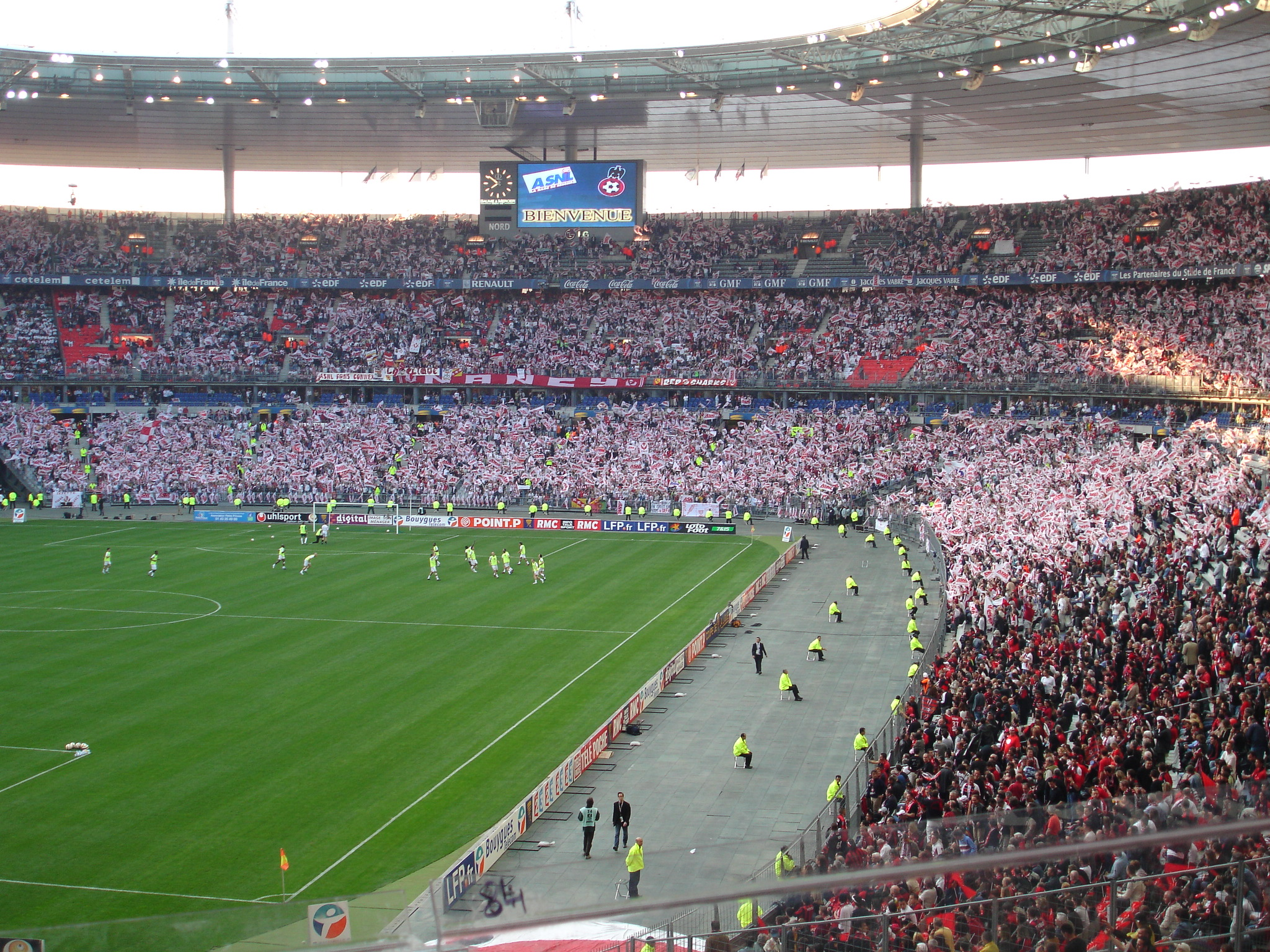
40 000 kibiców AS Nancy na Stade de France podczas finałowego meczu Pucharu Ligi Francuskiej w 2006 roku.

- Zdobywca Pucharu Ligi Francuskiej: 2006
- Mistrz Ligue 2: 1975, 1990, 1998, 2005
- Sezony w Ligue 1 (w sumie 30): 1970-1974, 1975-1987, 1990-1992, 1996-1997, 1998-2000, 2005-2013, od 2016
- Najlepszy sezon w Ligue 1: 1976-1977 (4. miejsce)
- 1/16 finału Pucharu UEFA: 2006/2007

## Skład w sezonie 2017/18
Stan na: 4 września 2017 r.
| Nr | Poz. | Piłkarz                                       |
| -- | ---- | --------------------------------------------- |
| 1  | BR   | Siarhiej Czernik                              |
| 2  | OB   | Alaeddine Yahia                               |
| 3  | OB   | Tobias Badila                                 |
| 4  | OB   | Modou Diagne                                  |
| 5  | OB   | Ryan Bidounga                                 |
| 7  | PO   | Antony Robic                                  |
| 8  | PO   | Vincent Marchetti                             |
| 10 | NA   | Arnaud Nordin (wpożyczony z AS Saint-Étienne) |
| 11 | PO   | Jérémy Clément                                |
| 13 | PO   | Serge N'Guessan                               |
| 14 | OB   | Joffrey Cuffaut                               |
| 15 | NA   | Youssouf Hadji                                |
| 16 | BR   | Guy N’dy Assembé                              |

| Nr | Poz. | Piłkarz           |
| -- | ---- | ----------------- |
| 17 | NA   | Malaly Dembelé    |
| 18 | OB   | Nicolas Saint-Ruf |
| 19 | PO   | Laurent Abergel   |
| 20 | OB   | Michaël Chrétien  |
| 21 | PO   | Amine Bassi       |
| 23 | NA   | Anthony Koura     |
| 24 | NA   | Patrik Eler       |
| 25 | PO   | Benoît Pedretti   |
| 26 | OB   | Vincent Muratori  |
| 27 | NA   | Alexis Busin      |
| 28 | OB   | Julien Cétout     |
| 30 | BR   | Geoffrey Jourdren |

### Piłkarze na wypożyczeniu
| Nr | Poz. | Piłkarz                                      |
| -- | ---- | -------------------------------------------- |
| -- | NA   | Yann Mabella (wypożyczony do LB Châteauroux) |

## Polacy w ASNL
- Ryszard Tarasiewicz – od sezonu 1990/1991 do sezonu 1991/1992

## Najlepsi strzelcy ligowi
1. Michel Platini – 98 goli*

2. Olivier Rouyer – 72 goli

3. Rubén Umpiérrez – 62 goli

4. David Zitelli – 61 goli

5. Francisco Rubio – 60 goli

6. Ray Stephen – 54 goli

7. Bernard Zénier – 53 goli

8. Tony Cascarino – 44 goli

9. Tony Vairelles – 39 goli

10. Philippe Jeannol – 38 goli

10. Laurent Sachy – 38 goli
- * – bilans obejmuje wyłącznie rozgrywki lig zawodowych (tj. I i II ligi)

## Europejskie puchary
Legenda do wszystkich tabel:
- Q – runda eliminacyjna, 1/16, 1/8, 1/4, 1/2 – odpowiednia faza rozgrywek, Grupa – runda grupowa, 1r gr – pierwsza runda grupowa, 2r gr – druga runda grupowa, F – finał, R – runda, PO – play-off
- k. – rzuty karne, los. – losowanie, Dogr. – dogrywka, w. – zasada bramek strzelonych na wyjeździe

| Sezon   | Rozgrywki                 | Runda   | Przeciwnik          | Dom | Wyjazd | Ogólnie    |
| ------- | ------------------------- | ------- | ------------------- | --- | ------ | ---------- |
| 1978/79 | Puchar Zdobywców Pucharów | 1R      | Boldklubben Frem    | 4–0 | 0–2    | 4–2        |
| 1978/79 | Puchar Zdobywców Pucharów | 1/8     | Servette FC         | 2–2 | 1–2    | 3–4        |
| 2006/07 | Puchar UEFA               | 1R      | FC Schalke 04       | 3–1 | 0–1    | 3–2        |
| 2006/07 | Puchar UEFA               | Grupa E | Feyenoord           | 3–0 |        | 2. miejsce |
| 2006/07 | Puchar UEFA               | Grupa E | Wisła Kraków        | 2–1 |        | 2. miejsce |
| 2006/07 | Puchar UEFA               | Grupa E | FC Basel            |     | 2–2    | 2. miejsce |
| 2006/07 | Puchar UEFA               | Grupa E | Blackburn Rovers    |     | 0–1    | 2. miejsce |
| 2006/07 | Puchar UEFA               | 1/16    | Szachtar Donieck    | 1–1 | 0–1    | 1–2        |
| 2008/09 | Puchar UEFA               | 1R      | Motherwell          | 1–0 | 2–0    | 3–0        |
| 2008/09 | Puchar UEFA               | Grupa H | Feyenoord           | 3–0 |        | 4. miejsce |
| 2008/09 | Puchar UEFA               | Grupa H | Lech Poznań         |     | 2–2    | 4. miejsce |
| 2008/09 | Puchar UEFA               | Grupa H | CSKA Moskwa         | 3–4 |        | 4. miejsce |
| 2008/09 | Puchar UEFA               | Grupa H | Deportivo La Coruña |     | 0–1    | 4. miejsce |